# Over the Wall We Go
Over the Wall We Go è un brano musicale scritto dall'artista inglese David Bowie e pubblicato il 20 gennaio 1967 come 45 giri dal cantante Oscar, nome d'arte di Paul Oscar Beuselinck in seguito noto come Paul Nicholas.

## Tracce
1. Over the Wall We Go (Bowie) - 2:56
2. Every Day of My Life (Beuselinck) - 3:00

## Il brano
Un demo di questo brano venne registrato da David Bowie nel 1966, verosimilmente durante le sessioni del suo album d'esordio, anche se alcune fonti sostengono che nell'estate dello stesso anno era già stato trasmesso insieme ad un'intervista da Radio London. In realtà si tratterebbe di una convinzione errata dovuta ad alcuni bootleg (The London Tapes, Rarities) che hanno inserito il demo realizzato in studio sull'intervista.
Si tratta di una farsa sulla vita all'interno di una prigione sullo stile di Carry On, serie di film umoristici trasmessa nel Regno Unito a partire dalla fine degli anni cinquanta, in cui il ripetitivo grido di battaglia «All coppers are nanas!» («Tutti i poliziotti sono fessi!») venne applicato alla melodia della filastrocca Pop Goes the Weasel. Tra detenuti evasi e poliziotti inetti, nel demo Bowie si cimentava in una serie di imitazioni di attori comici e tentava di riprodurre la pronuncia strascicata da scouser di John Lennon. Inoltre, nella canzone c'è una strofa che può essere vista come il suo primo testo esplicitamente omosessuale:
Il 3 gennaio 1967 il manager Kenneth Pitt portò il nastro all'agente Robert Stigwood con il suggerimento di affidarlo al cantante e attore Mike Sarne, che aveva scalato le classifiche nel 1962 con Come Outside. Stigwood rifiutò e lo affidò a un nuovo cliente, Oscar Beuselinck, che di lì a breve avrebbe adottato il nome d'arte Paul Nicholas. Bowie si rese disponibile a fornire l'accompagnamento vocale, mentre Nicky Welsh si occupò degli arrangiamenti, e il 45 giri venne pubblicato il 20 gennaio dalla Reaction Records.

## Uscita e accoglienza
Nonostante un passaggio nel programma di ITV Doddy's Music Box, condotto da Ken Dodd, il singolo si risolse in un fiasco e anche la riedizione del 1978, questa volta pubblicata con lo pseudonimo Ivor Bird, non ottenne maggior successo.